# Victor Junior
Victor Junior – czasopismo dla nastolatków w 4, 5 i 6 klasie szkoły podstawowej. Magazyn ukazuje się od 2002 r. Pismo zostało wyróżnione w konkursie ŚWIAT PRZYJAZNY DZIECKU organizowanym przez Komitet Ochrony Praw Dziecka. We wrześniu 2018 r. pismo otrzymało Odznakę Honorową za Zasługi dla Ochrony Praw Dziecka od Rzecznika Praw Dziecka.